# Ratvaj
Ratvaj és un poble i municipi d'Eslovàquia. Es troba a la regió de Prešov, al nord del país.

## Història
La primera referència escrita de la vila data del 1374.

## Demografia
| Godina             | 1994 | 2004   | 2014   | 2024    |
| ------------------ | ---- | ------ | ------ | ------- |
| Nombre de persones | 131  | 143    | 141    | 163     |
| Diferència         |      | +9,16% | −1,39% | +15,60% |

| Godina             | 2023 | 2024   |
| ------------------ | ---- | ------ |
| Nombre de persones | 162  | 163    |
| Diferència         |      | +0,61% |